# Monte Kitanglad
Monte Kitanglad es un volcán inactivo que se encuentra en la Cordillera Kitanglad en la provincia de Bukidnon en la isla de Mindanao. Es la cuarta montaña más alta en Filipinas y tiene una altura aproximada de 2.899 metros. Se encuentra entre la ciudad de Malaybalay y los municipios de Lantapan, Impasug ong, Sumilao y Libona.
El nombre de "Kitanglad" se deriva de una leyenda que una vez hubo una gran inundación que sumergió las tierras nativas de Bukidnon y sólo la punta de la montaña, del tamaño de un "tanglad" (hierba de limón), se mantuvo visible ("Kita" en algunas lenguas bisayas).